# Alf Andersson (jurist)
Alf Andersson, född 2 september 1947, död 7 januari 2017, var en svensk jurist som var lagman i  Huddinge tingsrätt från 1996 till den upphörde 2007 och därefter till 2012 lagman i Södertörns tingsrätt.
Andersson utnämndes 19 april 1990  till kanslichef i Stockholms tingsrätt.  Den 23 november 1995 utnämndes han till lagman i Huddinge tingsrätt och 2002 till tillförordnad lagman i Handens tingsrätt, för att efter dessas sammanläggning i Södertörns tingsrätt vara lagman där.